# جان لوندسترام
جان لوندسترام (انگلیسی: John Lundstram؛ زادهٔ ۱۸ فوریهٔ ۱۹۹۴) بازیکن فوتبال اهل بریتانیا است.
از باشگاه‌هایی که در آن بازی کرده‌است می‌توان به باشگاه فوتبال یئوویل تاون، باشگاه فوتبال آکسفورد یونایتد، باشگاه فوتبال اسکانتورپ یونایتد، باشگاه فوتبال لیتون اورینت، باشگاه فوتبال دونکستر راورز، باشگاه فوتبال بلکپول، و باشگاه فوتبال اورتون اشاره کرد.
وی همچنین در تیم‌های ملی فوتبال زیر ۱۷ سال انگلستان، زیر ۱۸ سال انگلستان، زیر ۱۹ سال انگلستان، و زیر ۲۰ سال انگلستان بازی کرده‌است.